# Жорж Ніва
Ніва Жорж (нар. 11 травня 1935, Клермон-Феррані, Франція) — славіст, академік Європейської Академії (Лондон), професор Женевського університету, президент Міжнародних Женевських зустрічей, почесний професор багатьох європейських університетів.

## Біографія
Навчався в Сорбонні (Париж) та Оксфорді (Англія). Стажувався в Московському університеті.
Жорж Ніва — автор та упорядник престижних франкомовних видань про Україну у Франції та Швейцарії, який активно привертає увагу західного академічного світу до осмислення культури України в європейському контексті, організовує в Женеві наукові конференції на цю тему. Зокрема, в останні роки побачили світ франкомовні видання «Минула й сучасна Україна» (Париж, 1995), «Україна: відродження національного міфу» (Женева, Швейцарія, 2000).
Жорж Ніва — людина цікавої долі. Він учасник бойових дій Франції в Алжирі (1961-1962). Удостоєний бойових нагород та відзнак Міністерства закордонних справ.
Жорж Ніва — член Міжнародної Консультаційної Ради НУКМА, Почесний Доктор Києво-Могилянської Академії.
2007 року Жорож Ніва був нагороджений Золотою медаллю імені В. І. Вернадського Національної академії наук України за видатні досягнення в галузі славістики.
2001 року став почесним доктором НаУКМА.